# 1988년 동계 올림픽 미국 선수단
1988년 동계 올림픽 미국 선수단은 캐나다 캘거리에서 개최된 1988년 동계 올림픽에 참가한 올림픽 미국 선수단이다.

## 메달리스트
| 메달   | 이름                  | 종목            | 세부종목   |
| ------ | --------------------- | --------------- | ---------- |
| 금메달 | 브라이언 보이타노     | 피겨 스케이팅   | 남자 싱글  |
| 금메달 | 보니 블레어           | 스피드 스케이팅 | 여자 500m  |
| 은메달 | 에릭 플레임           | 스피드 스케이팅 | 남자 1500m |
| 동메달 | 데비 토마스           | 피겨 스케이팅   | 여자 싱글  |
| 동메달 | 피터 오프가드 질 왓슨 | 피겨 스케이팅   | 페어       |
| 동메달 | 보니 블레어           | 스피드 스케이팅 | 여자 1000m |

## 아이스하키

### 남자
명단
- 스콧 푸스코
- 코리 밀렌
- 그레그 브라운
- 가이 고셀린
- 클라크 도나텔리
- 짐 요한손
- 피터 라비올레트
- 스코트 영
- 브라이언 리치
- 마이크 리처
- 제프 노턴
- 에릭 웨인리치
- 데이브 스너게루드
- 알렝 부르보
- 케빈 스티븐스
- 토니 그라나토
- 크레이그 제니
- 스티브 리치
- 브래드 맥도날드
- 케빈 밀러
- 토드 오클런드
- 크리스 테러리

## 스피드 스케이팅
- 레슬리 베이더
- 존 베스크필드
- 보니 블레어
- 케이티 클래스
- 톰 커쉬맨
- 메리 닥터
- 에릭 플레임
- 제인 골드만
- 마르크 그린왈드
- 에릭 헨릭센
- 단 얀센
- 제프 클라이버
- 마르티 피어스
- 데이브 실크
- 낸시 스와이더-펠츠
- 크리슨 텔보트
- 닉 토메츠

## 참조
- 올림픽 공식 리포트 보관됨 2012-02-04 - 웨이백 머신